# Бошевка (Кролевецкий район)
Бошевка (укр. Бошівка) — село,
Белогривский сельский совет,
Кролевецкий район,
Сумская область,
Украина.
Население по данным 1986 года составляло 10 человек.
Село ликвидировано в 1988 году .

## Географическое положение
Село Бошевка находится у одного из истоков реки Глистянка.
На расстоянии до 1 км расположены сёло Крещатик и Пасека.
Село окружено лесными массивами (сосна, берёза).

## История
- 1988 — село ликвидировано [1].